# Nagy-Csomád
A Nagy-Csomád (románul Ciomatul Mare) a negyedkori Csomád vulkán legmagasabb hegye. Magassága a régebbi térképeken gyakran 1294 m. Az egykori sztratovulkáni kettős kráter peremének része volt a Mohos-csúcs (1182 m), Kis-Csomád (1238 m), Taca (1174 m), Kövesponk (1125 m) és Kokojzás (1115 m).